# Stratagus

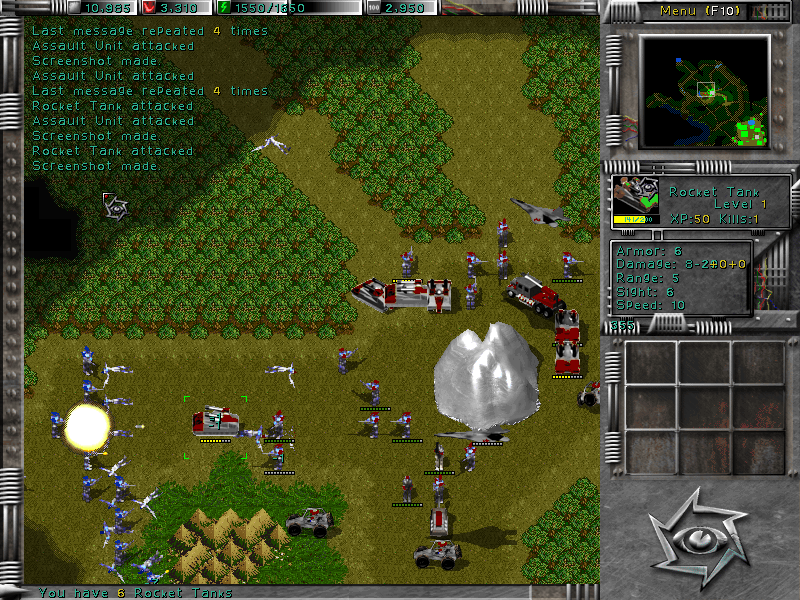
Screenshot de Stratagus: Captura de pantalla.

Stratagus, antes conocido como FreeCraft, es un videojuego de ambientación fantástica y del género estrategia en tiempo real, disponible para múltiples plataformas: Linux, BSD, Windows... Inspirado originalmente en Warcraft II, posee un motor extensamente flexible y expandible a cualquier otro tipo de ambientación.
Está escrito en lenguaje C, usando además el lenguaje Lua para la configuración y la biblioteca multimedia SDL. Dispone de dos modos de juego, para un solo jugador o para varios jugadores desde internet o red local.

## Videojuegos
Los videojuegos para Stratagus más desarrollados son:
- Battle for Mandicor de corte medieval e incompleto,
- Wargus, imitación o basado en Warcraft II,
- Astroseries, de ciencia ficción
- BOS Wars, antes llamado Battle of survival.

## Historia
El 15 de junio de 1998, Lutz Sammer publicó la primera versión con la intención de crear una versión alternativa de Warcraft II, bajo el nombre de ALE Clone. En 1999 se renombró a Freecraft.
En junio de 2003 el proyecto recibió una orden judicial, cese and desist (cesar y renunciar), de la empresa de Blizzard Entertainment, se exigía por denuncia judicial la paralización y cierre del proyecto por la confusión del nombre con los juegos de su propiedad (Warcraft y Starcraft) además del uso de algunas ideas similares a las utilizadas en Warcraft II. Finalmente, los desarrolladores dieron por finalizado el proyecto como tal el 20 de junio de 2003.
Poco después algunos del equipo inicial se sumaron a recuperar y desarrollar un nuevo proyecto que retomara el anterior con un cambio en su filosofía: se potenció y pensó como objetivo fundamental la libertad para su personalización surgiendo proyectos paralelos que ofrecen distintas ambientaciones y estilos de juego.
En junio de 2010 algunos de los desarrolladores trasladaron el proyecto Stratagus de SourceForge a Launchpad y empezaron a trabajar de nuevo en Stratagus y en juegos. Wargus (para Warcraft II), War1gus (para Warcraft I) y Stargus (para Starcraft) continuaron siendo desarrollados por el equipo de Stratagus en Launchpad. En 2014, Wyrmgus comenzó como un fork del motor Stratagus para desarrollar un juego de estrategia basado en assets libres con un alcance mayor del que permitía el motor original. Desde entonces, el equipo de Stratagus también se ha trasladado a GitHub.
Los juegos basados en Stratagus con los que se puede jugar son: Aleona's Tales de fantasía, Battle for Mandicor medieval, Warcraft II: Tides of Darkness (más la expansión Beyond the Dark Portal) port Wargus, Warcraft: Orcs and Humans port War1gus, el futurista Battle of Survival, el de inspiración histórica Commander Stalin, el StarCraft port Stargus y el de la era espacial Astroseries. De todos ellos, sólo Aleona's Tales, Wargus, War1gus y Wyrmsun están completos.